# Costa Est dels Estats Units

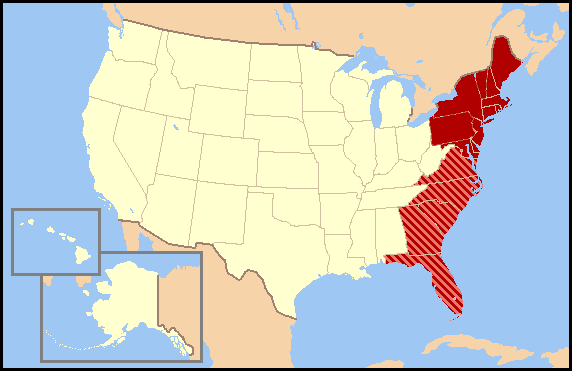
Mapa de la Costa Est dels Estats Units

La Costa Est dels Estats Units (en anglès: East Coast of the United States), també coneguda com a «litoral Est» (Eastern Seabord) o «litoral de l'Atlàntic» (Atlantic Seabord), és una regió geogràfica que comprèn els estats ubicats a la zona litoral de l'est, al nord dels Estats Units i que limita amb l'oceà Atlàntic i el Canadà. El terme «Costa Est» (East Coast) es fa servir popularment per a designar específicament la meitat nord d'aquest litoral, coneguda també com a Northeastern U.S.. La part de sud del litoral es considera més aviat que pertany a la regió sud o sud-est del país (South o Southeast). Les principals ciutats de la costa est són Atlanta, Filadèlfia, Washington D.C., Nova York, Boston i Miami.
Els estats que tenen un litoral a la Costa Est són, de nord a sud, Maine, Nou Hampshire, Massachusetts, Rhode Island, Connecticut, Nova York, Nova Jersey, Delaware, Maryland, Virgínia, Carolina del Nord, Carolina del Sud, Geòrgia i Florida, a més del Districte de Colúmbia, capital del país. L'estat de Vermont també forma part d'aquesta regió, malgrat que no té costes.
La part de costa que va des de Virgínia a Florida és associada amb la cultura meridional dels Estats Units. «Costa Est» també es pot referir a una part encara més específica, que consta de la franja altament urbanitzada que va des de Boston a Washington D.C., que és també coneguda com el corredor del nord-est (Northeast Corridor), una definició que exclou les zones que estan menys densament poblades del nord de Nova York, l'oest de Pennsilvània i el nord de Nova Anglaterra.

## Història
Aquesta regió del subcontinent d'Amèrica del Nord, que va ser descoberta per als europeus per Giovanni da Verrazzano el 1524, va esdevenir part del Món Atlàntic i creà interconnexions de comerç amb la Gran Bretanya, França, Àfrica Occidental, així com amb les colònies britàniques, franceses i espanyoles d'Amèrica. Els que després serien estatunidencs van duplicar la seva població cada 25 anys i aquesta taxa de creixement es va veure augmentada abans de 1775, quan precisament en aquesta zona s'inicià la Guerra d'Independència Americana del Regne Unit, per fluxos constants d'immigrants britànics i alemanys així com per la compra d'esclaus africans. Milions d'immigrants europeus hi arribaren fins a l'any 1914, quan les restriccions a la immigració i també la guerra van alentir el flux d'immigrants.